# Łaziska (Slezské vojvodství)
Łaziska je vesnice v okrese Wodzisław ve Slezském vojvodství v Polsku, blízko města Gorzyce. Administrativně spadá pod gminu Godów. Vesnice má 1689 obyvatel a leží u hranic s Českou republikou. Ve vesnici se nachází dřevěný kostel všech svatých z roku 1467, dvě kaple a křížová cesta. Je zde také pěší hraniční přechod Łaziska - Věřňovice.

## Další informace
Ústřední ulicí vesnice je Powstańców Śląskich. Vesnicí také vedou cyklostezky.

## Galerie

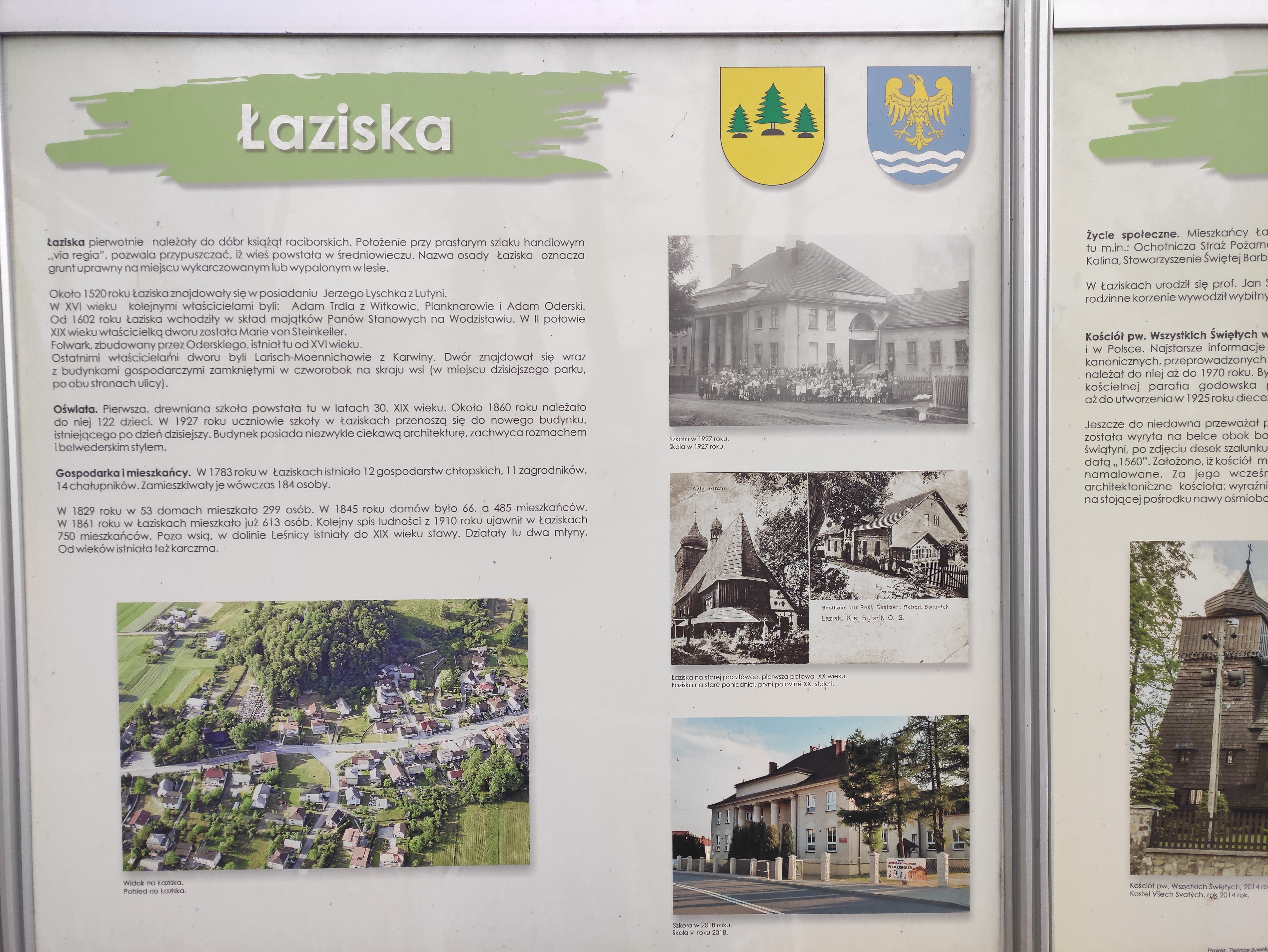